# ホウ酸トリメチル
ホウ酸トリメチル(trimethyl borate)またはホウ素トリメトキシド(boron trimethoxide)は、化学式がB(OCH3)3の化合物である。融点は−34 °Cで、沸点は68-69 °Cで、水と接触すると分解する。可燃性であり、緑の炎を出して燃える。消防法による第4類危険物 第1石油類に該当する。
主に鈴木・宮浦カップリングにおけるボロン酸エステル、ボロン酸の前駆体として用いられる。その他の用途には以下のものがある。
1. ろう付け、はんだ付け用溶剤の抗酸化剤
2. 木材保存剤
3. オレフィン重合の触媒
4. 化学気相成長におけるホウリンケイ酸ガラス膜の合成原料
5. ゾルゲル法における特殊ガラスの合成原料
6. 樹脂、ワックス、塗料、ワニスの溶媒または触媒
7. 繊維工業における難燃剤
8. 溶接融剤
9. ホウ酸のメタノール溶液のように緑色の炎を出すため特殊効果に用いられる[2]。